# موسسه باستان شناسی خاور نزدیک
موسسه باستان شناسی خاور نزدیک (به آلمانی: Altorientalisches Institut) انستیتوی قدیمی شرقی دانشگاه لایپزیگ قدیمی ترین انستیتوی تحقیقات آلمان برای تالویستیک شرقی باستان است. این اوایل سال 1874 با فردریش دلیتشچ را پیدا کرد و از زمان تأسیس در سال 1993 توسط کلاوس ویلک تا به امروز ادامه داشت. این موسسه از سال 2003 توسط استاد مایکل پی استرک اداره می شود.

## داستان
Alistics Old Oldient در قرن نوزدهم پس از رمزگشایی خط میخی در اواسط قرن ، خود را به عنوان یک علم تأسیس کرد. در حالی که دانشگاه های پاریس و آکسفورد موضوع خود را تنظیم کردند ، زبانهای شرقی باستانی در آلمان فقط توسط ایبرهارد شرودر در دانشگاه جنا به عنوان بخشی از الهیات عهد عتیق تدریس می شدند.